# Trgovište, Sokobanja
Trgovište (izvirno srbsko Трговиште) je naselje v Srbiji, ki upravno spada pod Občino Sokobanja; slednja pa je del Zaječarskega upravnega okraja.

## Demografija
V naselju živi 304 polnoletnih prebivalcev, pri čemer je njihova povprečna starost 50.0 let (48.7 pri moških in 51.1 pri ženskah). Naselje ima 100 gospodinjstev, pri čemer je povprečno število članov na gospodinjstvo 3.42.
To naselje je popolnoma srbsko (glede na rezultate popisa iz leta 2002), a v času zadnjih treh popisov je opazno zmanjšanje števila prebivalcev.
|  |

| Demografija | Demografija     | Demografija     |
| Leto        | Št. prebivalcev | Št. prebivalcev |
| ----------- | --------------- | --------------- |
|             |                 |                 |
|             |                 |                 |
|             |                 |                 |
|             |                 |                 |
| 1948        | 605             |                 |
| 1953        | 600             |                 |
| 1961        | 584             |                 |
| 1971        | 581             |                 |
| 1981        | 511             |                 |
| 1991        | 434             | 427             |
| 2002        | 344             | 342             |
|             |                 |                 |

| Etnična sestava po popisu iz leta 2002 | Etnična sestava po popisu iz leta 2002 | Etnična sestava po popisu iz leta 2002 | Etnična sestava po popisu iz leta 2002 | Etnična sestava po popisu iz leta 2002 |
| -------------------------------------- | -------------------------------------- | -------------------------------------- | -------------------------------------- | -------------------------------------- |
| Srbi                                   | Srbi                                   |                                        | 342                                    | 100,0%                                 |
| Neznano                                | Neznano                                |                                        | 0                                      | 0,0%                                   |